# تربة الأزهور (السبرة)

تعديل مصدري - تعديل

تربه الأزهور هي إحدى قرى عزلة الأزهور بمديرية السبرة التابعة لمحافظة إب، بلغ تعداد سكانها 223 نسمة حسب تعداد اليمن لعام 2004.